# SBS 방송 센터
SBS 방송 센터(영어: SBS Broadcasting Center)는 대한민국 서울특별시 양천구 목동서로 161(목동)에 위치한 지상파 민영 상업 방송사인 SBS의 본사이다. 2001년에 착공하여 2003년에 완공하였고 2004년에 개장했다. 지상 22층, 옥탑 3층, 지하 4층으로 구성되어 있고 높이는 117m이다.

## 역사
SBS에서 1995년 국제현상설계공모 당시 대형 건물을 건설할 계획이 있었다. 12월 7일 지상 37층, 지하 4층으로 최첨단 건물로 지어질 예정이었다. 1997년에는 1997년 외환 위기로 계획을 변경하게 된다. 2001년 2월에 착공하고 11월 창호공사 수주, 계약을 체결했다. 계약기간은 오는 2003년 3월 31일까지다. 2003년 2월 개장하기 전에 완공하였다. 12월에는 이전할 가능성이 있다. 2004년 1월 1일 디지털 시대가 개막했다. 2월 이전작업이 마무리되었다. 3월 1일에 이전하고 개장했다. 그 당시 본사 사옥에 그랜드 오픈했다.

## 높이
완공 당시 높은 방송국이 되었다. 지상파 3사 중에서 높은 방송국이 되었다. 그 당시 지상 20층 이상, 100m 이상인 방송국은 처음이다. 처음 계획 당시는 지상 37층, 지하 4층으로 지어질 계획이 있었는데 1997년 외환 위기 이후 계획을 변경했다. 착공하기 전에 지상 22층, 지하 4층으로 지어질 계획이 있는데 이후에 착공하고 완공했다.

## 특징
오픈하기 전에 안테나가 설치되었다. 방송 프로그램을 송출한다. 옥상이 있고 안테나 조명키기가 가능하다. 원래는 SBS 방송 센터 사옥 옥상과 안테나 조명이 전부 켜져 있었는데 현재는 에너지 절약으로 안테나 상단부 일부만 조명을 켠다. 불규칙적으로 마이크로웨이브 안테나 상단부 전체를 켤 때도 있고 일부만 켤 때도 있다. 안테나 조명 전체를 켤 때는 없다. 엘리베이터는 총 13대가 있다.

## 내부 시설
지상 22층, 지하 4층, 옥탑은 3층이다. 연면적은 20,337평이고 철골 콘크리트 구조로 지어졌다. 많은 사람들이 앞에 있는 건물만 있는줄 알았지만 앞에 있는 건물에는 사무실과 11층에 라디오 스튜디오가 있다. 8층에 살짝 보이는 건물이 스튜디오만 있는 건물로 스튜디오동이다. 7층에는 유리로된 구름다리가 있다.
사무동은 로비가 2층 구조로 되어있기 때문에 3층부터 10층까지와 15층부터 22층까지 각종사무실 공간이다. 13층과 14층에는 대회의실이 위치한다. 스튜디오동에는 2층과 3층에는 위성스튜디오/스포츠스튜디오/교양스튜디오C가 있다. 4~5층에는 대한민국에서 가장 큰 규모를 자랑하는 뉴스 메인 스튜디오와 주영진의 뉴스브리핑과 오 뉴스 전용 UHD 스튜디오가 위치하고 6층부터 8층까지 교양스튜디오 2개가 위치한다. 각층에는 모두 부조정실이 함께 있다. 9층에는 휴식공간이면서 드라마 촬영도 하는 옥상정원이 있다. 
| 층수        | 용도 |
| ----------- | --- |
| 22층        | TY미디어홀딩스, 심의팀, 마케팅D스튜디오팀, 문화사업팀, 기자실                                                                  |
| 21층        | 노사협력팀, 기획팀, 윤리경영팀, 재무팀, 자산개발팀, 총무팀, 인사팀, 건강관리실                                                 |
| 20층        | 임원실, 디지털전략실, 미디어전략팀, 미디어사업팀, 대외협력실장실, 대회의실, 정책팀, 법무팀, 한국민영방송협회                   |
| 19층        | SBS 디지털뉴스랩 |
| 18층        | 편성팀, 광고마케팅팀, 브랜드디자인팀, 콘텐츠파트너쉽팀, 콘텐츠프로모션팀                                                       |
| 17층        | SBSi, 교양D스튜디오 |
| 16층        | TV프로그램사무실, 숙직실 |
| 15층        | 시사교양본부, 프로그램사무실, 작가실, 인터뷰룸                                                                                 |
| 14층        | 시사실, SBS 노동조합(전국언론노동조합 SBS본부)                                                                                 |
| 13층        | SBS 홀, 컨퍼런스룸1-2, 전망대                                                                                                  |
| 12층        | 라디오센터, 라디오프로그램사무실, 아나운서팀, 니혼TV 서울지국                                                                  |
| 11층        | 라디오기술구역 |
| 10층        | 기술기획팀, 미디어기술기획팀, 미디어기술연구소, 미디어IT팀, 라디오기술팀, 정보통신운영실, 통신기기실, 전산기기실, 교환실       |
| 9층         | 아카이브사업팀, SBS A&T 영상제작2팀/중계기술팀, 컨퍼런스룸3-5, 중회의실, 옥상정원                                              |
| 8층         | 편집기술팀, 종합편집실, 개인편집실, 색보정실, 전산보수실, 녹음실1-2, 효과실2-4                                                 |
| 7층         | TV기술구역, 송출기술팀, 통합관제실(TC/NC), 부조정실6-7, CM편집실                                                               |
| 6층         | 종합편집실1-4, 개인편집실1-52, PDS&NDS 중앙기기실, 분장실, 의상실, 소품실                                                      |
| 5층         | 보도본부, 보도편집실13-18 |
| 4층         | 보도본부, 통합인제스트룸, 보도편집실1-12, 부조정실4-5                                                                          |
| 3층         | SBS A&T, 보도편집실19-27, 스포츠편집실1-8, 부조정실1-3                                                                         |
| 2층         | SBS PARK 161, 종합편집실6-9, 제작편집실54-58, 분장실, STUDIO X                                                                 |
| 1층         | 하나은행, 더 스튜디오 樂, 쉐이크쉑, 스타벅스, 우편수발실, 안내데스크, SBS 노동조합 조합원 휴게실, 비상계획실                   |
| B1층        | 잘먹고 잘사는 집(구내식당), GS25, 미용실, 휘트니스센터, GIFT SHOP, 관제실, 청경실, S&S(사내 렌탈숍), 공용디지털 스튜디오(DS-1) |
| B2층 ~ B3층 | 주차장 |
| B4층        | 시설관리구역 |

## 수상
- 2004년 한국건축문화대상, 준공, 우수
- 2005년 서울특별시건축상, 장려

## 사건 및 사고
- 2008년 8월 28일 - SBS 외주작가 투신 자살 사건이 발생했다.

## 대중문화

### 외주 제작 드라마
- 하늘이시여 - SBN 목동사옥 5층의 뉴스센터가 나온다.
- 백만장자와 결혼하기 - HBS 방송국이 나온다.
- 101번째 프러포즈 - GBS 목동사옥 11층의 라디오 스튜디오가 나온다.
- 드라마의 제왕 - SBC 방송 센터가 나온다.
- 결혼의 여신 - SBC 방송 센터가 나오고 내부가 나온다.
- 피노키오 - MSC 방송 센터가 나온다.
- 당신이 잠든 사이에 - SBC 방송 센터가 나온다.
- 끝에서 두번째 사랑 - SBC 제작이 방송 센터로 나오고 SBS 방송 센터 18층 편성실 사무실도 나온다. 세트장과 복도등은 SBS 일산제작센터에서 촬영했다.

### 영화
- 2022년 영화 - 사이버 지옥: N번방을 무너뜨려라

### 예능
- 런닝맨 13회 - SBS 방송 센터가 나온다.

## 같이 보기
- SBS